# Salon automobile de Lyon
Le Salon automobile de Lyon est un salon automobile qui se tient en année impaire à Lyon au centre d'exposition Eurexpo. Sa 1re édition a eu lieu à Lyon en 1983.
L'édition 2013, qui devait se tenir du 5 au 13 octobre à Eurexpo, a été annulée du fait du manque de participants, dans un contexte de crise économique qui frappe actuellement le secteur automobile en Europe.
Relancé en 2015 sous une nouvelle formule plus concentrée, sur 5 jours au lieu de 10, il a connu un vif succès. L'édition 2017, qui s'est déroulée du 28 septembre au 2 octobre a attiré près de 100% des marques du TOP 40 français et de grandes marques de prestige et accueilli plus de 62 000 visiteurs. À côté des constructeurs et de leurs centres d'essais, le salon a créé un village du sport automobile. En plus d'une exposition de 5 000 m2, ce village accueille une piste indoor de démonstration de sport auto électrique et une piste outdoor de démonstration de drift et de course de côte. En 2017, le salon a accueilli les sélections du Rallye Jeune FFSA.
Suivant l'évolution du marché, le salon de l'automobile de Lyon a créé en 2017 un village de la mobilité urbaine.
La prochaine édition du salon aura lieu fin septembre 2019. 